# La Maison de l'épouvante (film, 1969)
Pour les articles homonymes, voir La Maison de l'épouvante.
Pour plus de détails, voir Fiche technique et Distribution.
La Maison de l'épouvante (The Haunted House of Horror) est un film d'épouvante américano-britannique réalisé par Michael Armstrong et sorti en 1969.

## Synopsis
Dans le Londres des Swinging Sixties, un groupe d'amis d'une vingtaine d'années assistent à une fête plutôt ennuyeuse et décident de partir ensemble prendre l'air dans un vieux manoir prétendument hanté où l'un d'entre eux jouait lorsqu'il était enfant. Parmi eux, Chris, le meneur américain, Sheila, sa petite amie qui s'ennuie, Sylvia, une jeune fille aux mœurs légères (qui a des vues sur le beau Gary) et Dorothy, la « brave fille » que Chris fréquente. Madge, nerveuse et corpulente, son petit ami Peter, sarcastique et colérique, Richard, au visage doux, et son ami Henry les accompagnent également. Ils sont tous suivis par Paul Kellet, l'ex-petit ami de Sylvia, plus âgé, jaloux et nouvellement marié.
Ils s'amusent à explorer le manoir, organisent même une séance de spiritisme avant de se séparer un par un à la lueur des bougies, par une nuit de lune. Sylvia, effrayée par le manoir, décide de partir et fait de l'auto-stop pour rentrer chez elle, mais Kellet reste au manoir. Alors que tous les fêtards sont seuls, Gary est brutalement poignardé et son corps est découvert par Dorothy et les autres, qui commencent sérieusement à paniquer. Comme certains d'entre eux ont un casier judiciaire, Chris convainc le groupe de déplacer le corps de Gary loin de la maison et de prétendre que Gary est parti seul et que personne ne sait où il est allé. Ils sont tous ébranlés quand Chris affirme que l'un d'entre eux doit sûrement être le meurtrier.
Au cours des semaines suivantes, les membres du groupe de cette nuit-là sont rongés par la tension et la culpabilité. Après que Gary a été porté disparu, les interrogatoires de la police les rendent encore plus nerveux. Kellet se dispute avec Sylvia, quand il apprend qu'elle a peut-être perdu un briquet sur place, ce qui pourrait mettre la police sur leur piste. Il décide de retourner sur les lieux pour rapporter le briquet, mais il se fait également assassiner.
Dorothy appelle les survivants pour leur demander de tout avouer à la police. Cependant, Chris les convainc de retourner au manoir pour découvrir qui, parmi eux, est le tueur avant qu'ils ne succombent tous à une mort atroce. Pendant ce temps, Sylvia reçoit à nouveau la visite de la police, et elle révèle l'emplacement de la maison après avoir appris la disparition de Kellet. Au manoir, Dorothy devient hystérique, ce qui incite plusieurs membres du groupe à repartir, ne laissant que Chris, Sheila et Richard. Pendant que Sheila est hors de la pièce, Richard raconte comment il a été enfermé dans une cave pendant trois jours lorsqu'il était enfant et raconte qu'il a une peur bleue du noir. Malgré les précautions de Chris, il est également poignardé et Sheila est poursuivie frénétiquement dans le manoir. Au moment où Richard est sur le point de frapper, la lune passe derrière un nuage, ce qui lui rappelle son enfance et sa peur du noir. C'est ce qui sauve Sheila alors que la police arrive.

## Fiche technique
- Titre français : La Maison de l'épouvante[1]
- Titre original anglais : The Haunted House of Horror[2]
- Réalisateur : Michael Armstrong
- Scénario : Michael Armstrong, Gerry Levy
- Photographie : Jack Atcheler
- Montage : Peter Pitt (en)
- Musique : Reg Tilsley
- Effets spéciaux : Arthur Beavis
- Décors : Hayden Pearce
- Maquillage : Cliff Sharpe
- Production : Samuel Z. Arkoff, James H. Nicholson, Tony Tenser, Louis M. Heyward
- Sociétés de production : Tigon British Film Productions, American International Pictures
- Pays de production :  Royaume-Uni •  États-Unis
- Langue originale : anglais
- Format : Couleur par Eastmancolor - 1,66:1 - Son mono - 35 mm
- Durée : 92 minutes
- Genre : Film d'épouvante
- Dates de sortie :
  - Royaume-Uni : juillet 1969
  - États-Unis : 15 avril 1970
  - France : 1970[1]

## Distribution
- Frankie Avalon : Chris
- Jill Haworth : Sheila
- Dennis Price : l'inspecteur
- Mark Wynter (en) : Gary
- George Sewell : Kellett
- Gina Warwick : Sylvia
- Richard O'Sullivan : Peter
- Carol Dilworth : Dorothy
- Julian Barnes : Richard
- Veronica Doran (en) : Madge
- Robin Stewart : Henry
- Jan Holden (en) : Peggy
- Clifford Earl (en) : le sergent de police
- Robert Raglan : Bradley
- Nicholas Young : un invité de la soirée

## Production
Michael Armstrong a écrit le scénario, initialement intitulé The Dark, en 1960 à l'âge de 15 ans. Il a réécrit le scénario en 1967, « développant davantage ses thèmes psycho-sexuels plus sombres et affinant les personnages et les dialogues pour refléter le cynisme actuel sous la culture superficielle des années 60 ». Il a également ajouté le personnage de Richard pour qu'il soit joué par David Bowie. Armstrong a montré le scénario à John Trevelyan, qui l'a recommandé à Tony Tenser de Tigon Films. Tenser a monté le film avec American International Pictures (AIP), qui voulait qu'il soit réalisé en Angleterre, où il était moins cher de filmer qu'aux États-Unis.
AIP insiste pour qu'un rôle soit écrit pour Boris Karloff et Armstrong crée donc le rôle d'un détective en fauteuil roulant. Cependant, Karloff était trop malade pour jouer le rôle et Dennis Price l'a remplacé. L'AIP a également insisté pour que les deux personnages principaux soient joués par des acteurs américains et que davantage de scènes érotiques soient ajoutées.
Armstrong voulait que le rôle principal de Chris soit joué par Ian Ogilvy. Cependant, AIP a insisté pour que les Américains Fabian Forte ou Frankie Avalon, qui étaient tous deux sous contrat avec AIP, jouent le rôle. Armstrong voulait que la Britannique Jane Merrow joue le rôle principal féminin, mais Louis Hewyard de l'AIP voulait les Américaines Sue Lyon ou Carol Lynley. C'est finalement la Britannique Jill Haworth qui a été choisie,. Armstrong avait initialement écrit le rôle de Richard pour Peter McEnery, mais l'a ensuite réécrit pour David Bowie ; il aimait tellement Bowie qu'il a écrit un certain nombre de scènes de cabaret dans les premières versions spécialement pour lui. Cependant, une fois le rôle d'Avalon attribué, on craignait que Bowie n'entre en conflit avec lui. Bowie a été remplacé par Noel Janus, mais des objections ont conduit à le remplacer par Julian Barnes (qui avait initialement été choisi pour le rôle d'Henry).
Heyward a écrit des scènes supplémentaires pour le film, au grand dam d'Armstrong. Tenser a essayé de faire en sorte que les versions d'Armstrong et d'Heyward soient toutes deux réalisées, mais il n'y avait plus assez d'argent, et une quatrième version a donc été écrite, qui regroupait toutes les versions.

### Tournage
Certaines scènes extérieures ont été tournées à Bank Hall (en) à Bretherton. Les scènes d'intérieur ont été tournées au Birkdale Palace Hotel (en), à Southport.
Sam Arkoff et Jack Nicholson de l'AIP ont détesté le montage original qui incluait les scènes de Heyward et ont demandé de nouvelles scènes. Armstrong a scénarisé les nouvelles scènes et les a remises au producteur délégué Gerry Levy, mais Levy a ignoré les scènes d'Armstrong et a écrit son propre matériel supplémentaire, y compris une romance entre Gina Warwick et un nouveau personnage joué par George Sewell. Levy a également ajouté deux meurtres supplémentaires, un numéro musical dans la scène d'ouverture et une exposition finale révisée,.
Armstrong affirme que parmi les scènes manquantes dans le montage final du film figuraient une histoire d'amour entre Gary et Sylvia, « des perversions sexuelles tordues des personnages », une satire de la jeunesse et une intrigue secondaire homosexuelle,.